# Eisenberg (Briloner Höhen)

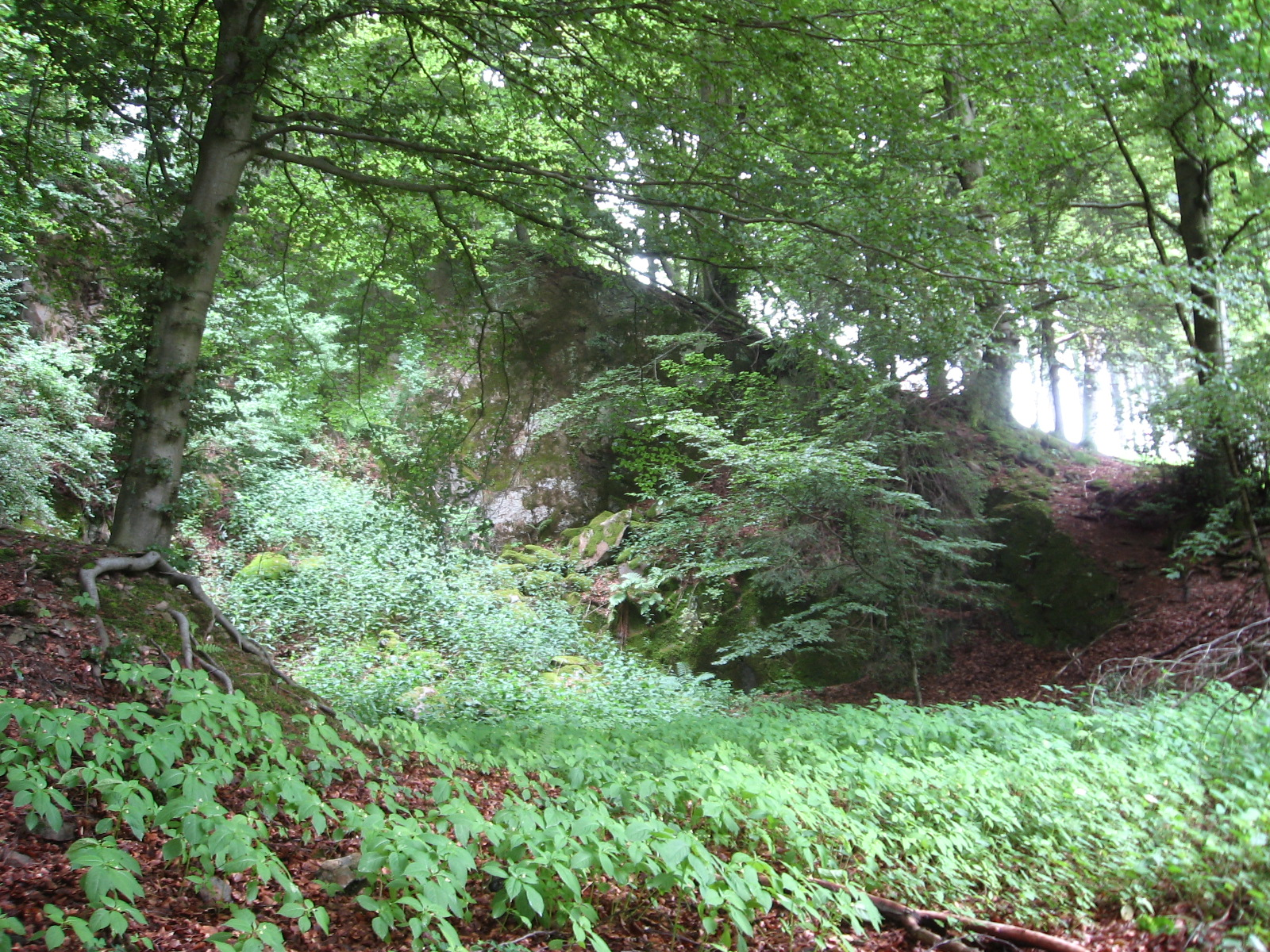
Alte Grabenbergwerkspinge auf dem Höhenrücken des Eisenbergs

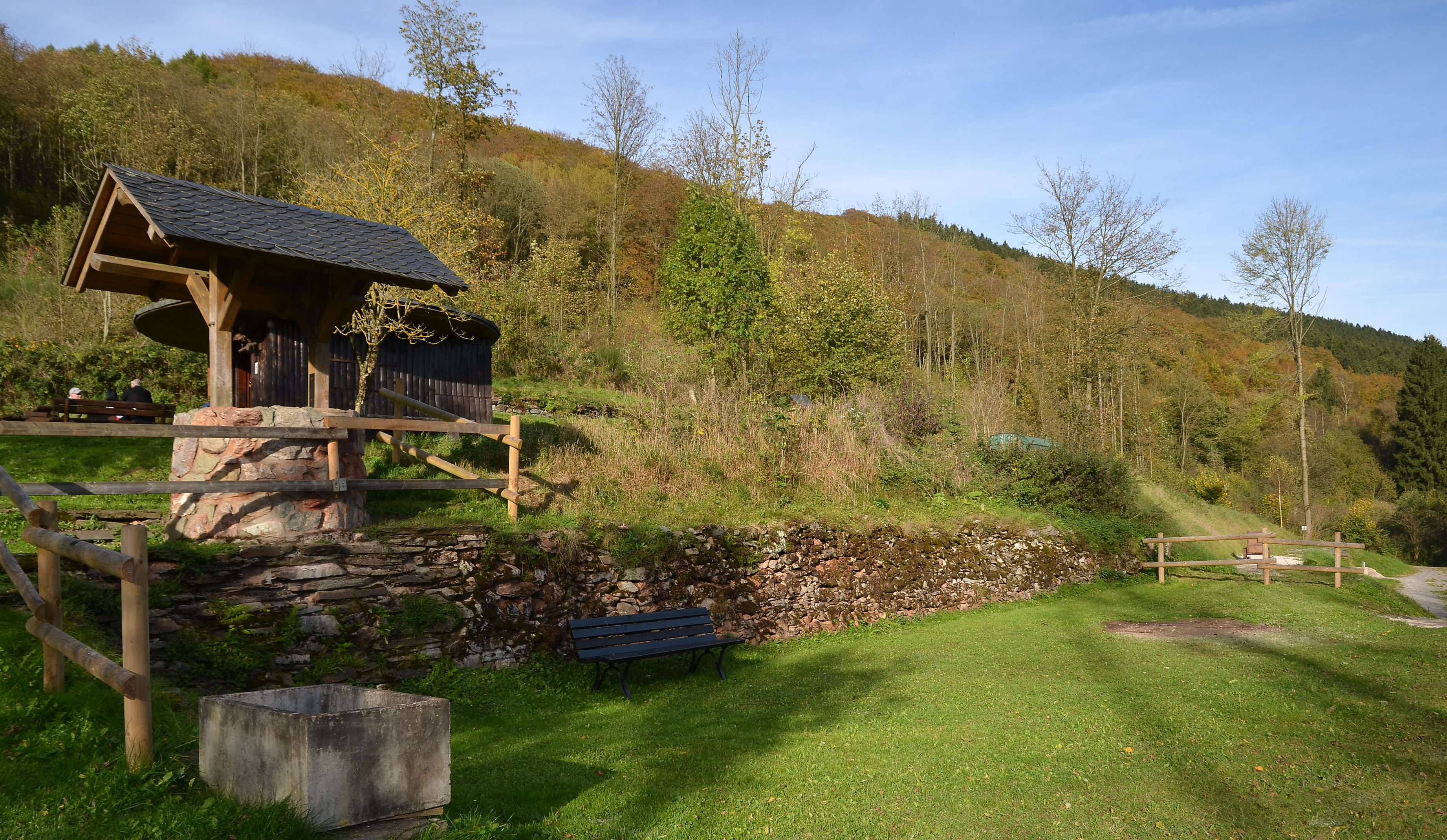
Blick von der Verladestation zum einstigen Philippstollen im Eisenberg

Der Eisenberg ist ein 596,2 m ü. NHN hoher Berg der Sauerländer Senken nahe Olsberg im nordrhein-westfälischen Hochsauerlandkreis. Er wird oft als Teil der Briloner Höhen (Südwestausläufer) betrachtet.

## Geographie

### Lage
Der Eisenberg erhebt sich im Grenzgebiet der Städte Olsberg im Südwesten und Brilon im Nordosten. Sein Gipfel liegt 2,5 km nordöstlich der Olsberger Kernstadt und 4,5 km südwestlich jener von Brilon in der Gemarkung Olsberg. Die Grenze beider Städte verläuft etwa 270 m ostnordöstlich des Gipfels. Nach Norden leitet die Landschaft östlich vorbei am Zwöllberg (587 m) zum Kleinen Eisenberg (541 m) über, im Osten schließt sich der Forstenberg (593,3 m) an, nach Süden fällt die Landschaft in das Tal des Sitterbachs mit dortigem Weiler Am Eisenberg und nach Westen in jenes von dessen Kleinzufluss Hellbecke ab.

### Naturräumliche Zuordnung

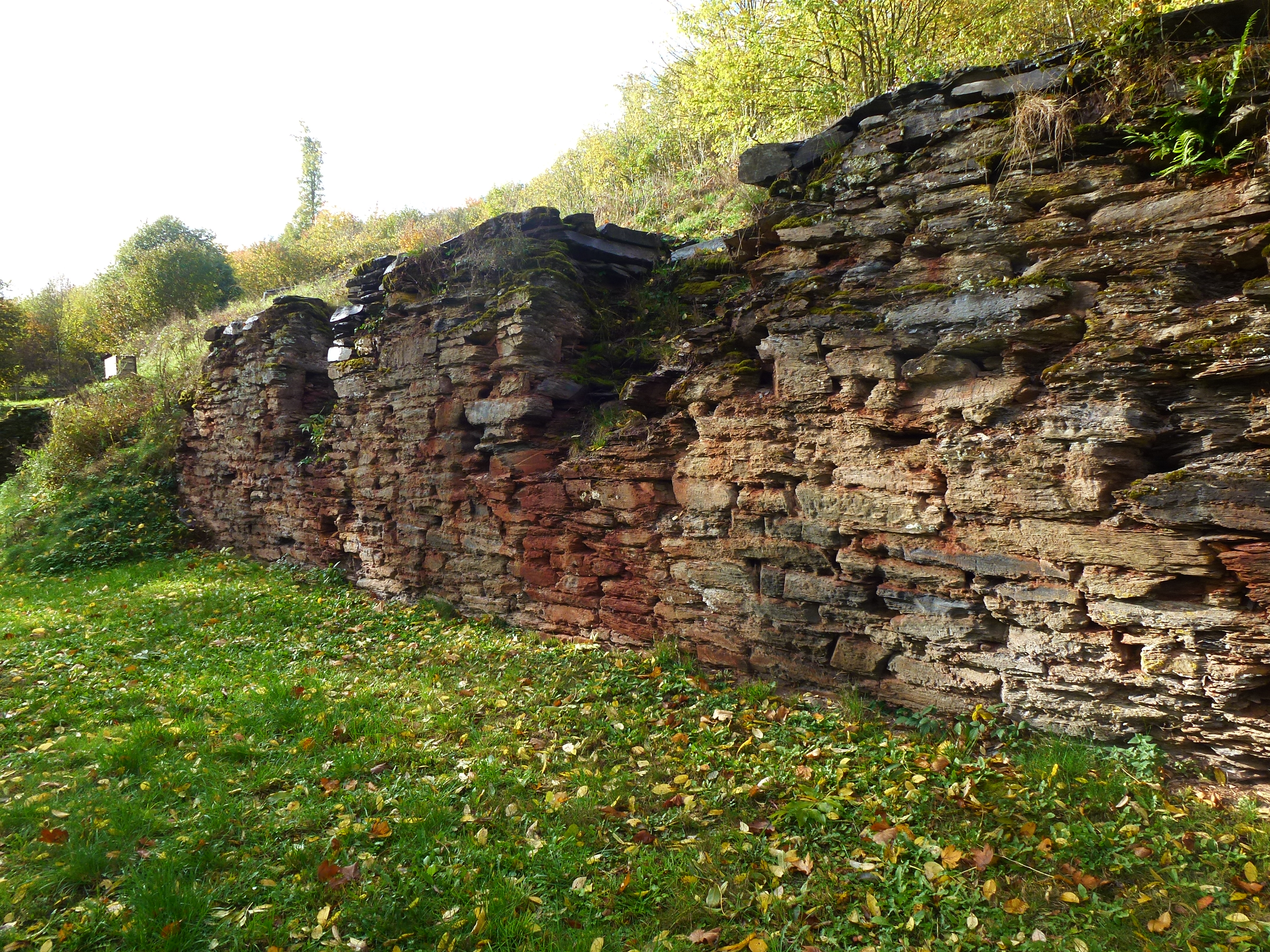
Alte Verladerampe

Der Eisenberg gehört in der naturräumlichen Haupteinheitengruppe Süderbergland (Nr. 33) und in der Haupteinheit Sauerländer Senken (335) zur Untereinheit Oberruhrgesenke (335.0). Nach Norden leitet die Landschaft in der Haupteinheit Nordsauerländer Oberland (334.7) und in der Untereinheit Briloner Land (334.70) in den Naturraum Briloner Kalkplateau (334.70) über.

### Berghöhe
Der Eisenberg ist 596,2 m hoch. Seine Gipfelregion weist laut älterer Deutscher Grundkarte von 2011, wo die Höhe noch mit 594,9 m angegeben war, oberhalb der 585-m-Höhenlinie fünf Anhöhen auf – sortiert nach Höhe in Meter (m) über Normalhöhennull (NHN): Westanhöhe (594,9 m; Berggipfel), Zentralanhöhe (593 m), Südanhöhe (ca. 592,5 m), Ostanhöhe (591,1 m) und Nordanhöhe (589 m). Unter anderem in früheren Kartendiensten des Bundesamts für Naturschutz (BfN) war die Berghöhe mit 606,2 m angegeben; dies wäre aber nicht mit den in der Deutschen Grundkarte verzeichneten Höhenlinien, von denen am Eisenberg keine die 600-m-Marke übersteigt. Das aktuelle (2020) digitale Geländemodell verzeichnet die 590er Höhenlinie weiträumiger als die Grundkarte, weist aber keinen Punkt aus.

## Geschichte
Auf dem und im Eisenberg wurde mindestens seit der Mitte des 14. Jahrhunderts Eisen abgebaut. Dies geschah zunächst oberflächennah auf dem Höhenrücken in zwei bis zu 14 m tiefen Grabenpingen und an der Südwestflanke des Eisenbergs in mehreren Schachtpingen. 1465 wurden urkundlich Zehnteinnahmen aus dem dortigen Bergbau erwähnt. 1497 wurde zu Protokoll gegeben, dass man auf dem Eisenberg gutes Erz gewinnen könne. Im 18. Jahrhundert entstanden mehrere Stollen, welche die Grube Eisenberg bildeten, in der bis 1916 Eisenerz abgebaut wurde.

## Schutzgebiete

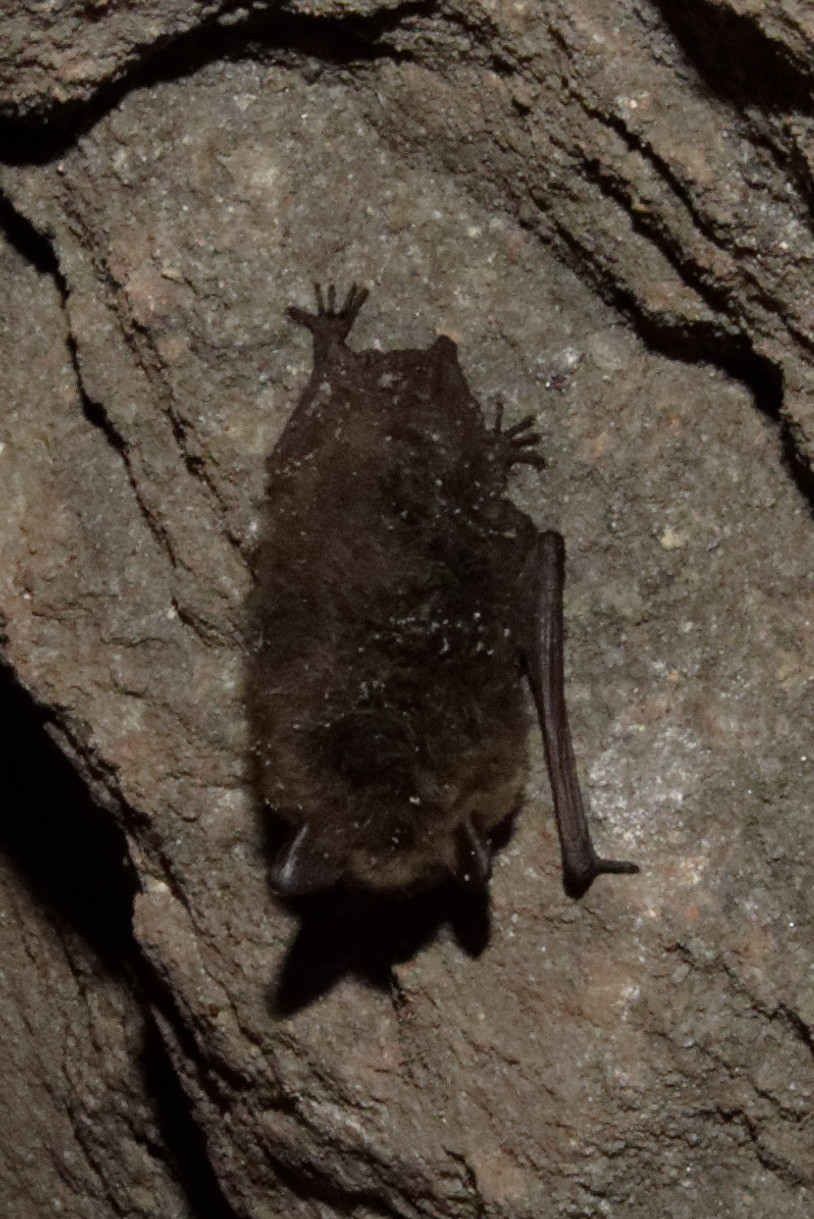
Fledermaus im Phillipsstollen des Briloner Eisenbergs

Auf der Südflanke des Eisenbergs liegt das Naturschutzgebiet Eisenberg und Maxstollen (CDDA-Nr. 329343; 2001 ausgewiesen; 9,39 ha groß), wobei nur einer der vier Stollen der ehemaligen Grube, nämlich der Maxstollen, ein Teil davon ist; sein Großteil gehört zum aus zehn Teilflächen bestehenden Fauna-Flora-Habitat-Gebiet Höhlen und Stollen bei Olsberg und Bestwig (FFH-Nr. 4616-304; 64 ha). Auf der Nordflanke des Berges liegt das Naturschutzgebiet Frehnershohl (CDDA-Nr. 389737; 2007; 2,62 ha). Bis auf die Süd- und Westflanke des Berges reichen Teile des Landschaftsschutzgebiets (LSG) Olsberg (CDDA-Nr. 555554922; 1984; 79,409 km²), bis auf seine Südflanke solche des LSG Offenlandschaftskomplex Olsberg-Ost (CDDA-Nr. 555554926; 2004; 64,62 ha) und des LSG Hoppecke-Diemel-Bergland <Landschaftstyp A> (CDDA-Nr. 555554573; 2001; 77,9064 km²).
Der Maxstollen ist ein bedeutendes Winterquartier für Fledermäuse, insbesondere für Großes Mausohr, Kleine Bartfledermaus und Teichfledermaus, wobei der Bestand von Jahr zu Jahr leicht schwankt. Der Wald im erstgenannten Naturschutzgebiet besteht überwiegend aus Altbuchenwald. Dort befinden sich einige Kalkfelsen mit seltener Felsspaltenvegetation. Es brüten Bunt- und Grauspechte. Ob der im Gebiet beobachtete Schwarzspecht dort brütet, ist unklar. Die im Naturschutzgebiet gesichteten Uhus dürften ihr Brutgebiet an den Bruchhauser Steinen haben.